# Lotec Sirius
Lotec Sirius – hipersamochód wyprodukowany w 2000 roku. Jest jednym z nielicznych pojazdów, które potrafią osiągnąć prędkość ponad 400 km/h.

## Historia i budowa
Założyciel firmy Lotec - Kurt Lotterschmid, chciał skonstruować nowy sportowy supersamochód, którego planowanie rozpoczął w 1992 roku. Szacunkowy koszt prac projektanckich to około 1,2 miliona marek. Obecnie cena jest na żądanie, ale powinna ona wynosić nie więcej niż 1,2 miliona euro. Przez lata projektowania pozostały problemy z trakcją mimo olbrzymich tylnych opon przyśpieszenie ze startu zatrzymanego do 100 km/h zajmuje ok. 4 sekund, to relatywnie dużo, jeśli uzmysłowimy sobie, że auta tej klasy z mocą prawie o połowę niższą osiągają czasy o ok. jedną sekundę krócej, przykładem może być McLaren F1 (627 KM i 3,2 sekundy) lub Bugatti EB 110SS (600 KM i 3,2 sekundy). Przez 8 lat jednak uporano się częściowo z problemami trakcyjnymi i dzięki temu auto może pokazać swoją prawdziwą moc w przedziale 100-200 km/h, gdy trakcja nie jest już tak istotna jak w przyśpieszaniu ze startu zatrzymanego. Mimo iż nie było oficjalnie testów tego auta jeśli chodzi o maksymalną prędkość, należy uznać, że jest to obok Bugatti Veyrona jedno z najszybszych aut produkowanych seryjnie.

## Zastosowana technika i silnik
Sirius ma bardzo mocny silnik o maksymalnej mocy 882 kW/1200 KM. Podstawa tej jednostki pochodzi od Mercedesa S-Klasy starszej generacji i jest to 6-litrowy silnik V12 Mercedes-Benz, który posiadał 408 KM. W przypadku Loteca jest on wyposażony w dwie turbosprężarki niemieckiej firmy KKK model 27, aby dodatkowo zwiększyć wydajność silnika w zależności od ciśnienia doładowania, służy specjalny regulator wewnątrz kabiny, w którym można regulować moc od nominalnych 1000, do maksymalnych 1200 KM. Podobnie jak w samochodach wyczynowych Le Mans. Ponadto, silnik posiada obecnie suche smarowanie miski olejowej, które nawet przy dużych prędkościach na zakrętach i ogromnych siłach, zapewniają dobre smarowanie maszyny. Mimo wyczynowych parametrów (pierwszy prototyp testowy) wyposażano w różne warianty mocy nawet z powiększonym ciśnieniem doładowana, auto osiągało moc 1334 KM, jednak wyczynowa skrzynia CIMA się zbyt mocno przegrzewała, a także problemy trakcyjne spowodowane zbyt dużym momentem obrotowym rzędu 1400-1500 Nm skutecznie, utwierdziły w przekonaniu Kurta Lotterschmida o zmniejszeniu mocy.
Sirius jest wykonany z nowoczesnych materiałów, które są również wykorzystywane w przemyśle lotniczym. Rama wykonana jest z rur stalowych i kompozytowych a także z włókna węglowego. Pomimo ciężkiego silnika (ważącego ponad 300 kg) ciężar samochodu jest lekki. Wyczynowy układ hamulcowy pochodzi od włoskich specjalistów z firmy Brembo, system hydrauliczny do podnoszenia prześwitu jest również dostępny. Auto wyposażone jest także we wspomaganie kierownicy i ABS a także w otwierane drzwi w kształcie nożyczek, potrójne reflektory, pełną osłonę podwozia, dwa zbiorniki paliwa bezpieczeństwa, z lewej i prawej w polach bocznych o pojemności 50 litrów każdy. Przezroczysta pokrywa silnika i drzwi otwierają się za pomocą amortyzatorów gazowych. Ten samochód wyścigowy wyposażony jest w skórzaną tapicerkę, sportowe fotele z trzypunktowymi pasami bezpieczeństwa i klimatyzację. Wnętrze i kolor zewnętrzny auta może w całości wybrać klient. Standardowo wyposaża się je w instrumenty z Porsche 968, można powiedzieć, że kokpit niemalże przypomina wersję 968, z tym że prędkościomierz wyskalowany jest do 410 km/h. Wnętrze jest koloru niebiesko-czarnego.

### Dane Techniczne Lotec Sirius
| Marka i model:                 | Lotec Sirius |
| ------------------------------ | --- |
| Lata produkcji:                | od 2000 |
| Liczba egzemplarzy:            | 2 sztuki |
| Silnik:                        | M 120 V12 (12-cylindrowy w układzie widlastym), podwójne turbodoładowanie KKK Turbo K27                                                                   |
| Średnica × skok tłoka (mm) :   | 98,0 mm × 80,2 mm |
| Liczba zaworów:                | 48v (4 zawory na cylinder) |
| Pojemność skok.:               | 5987 cm³ |
| Układ zasilania:               | LENZ Turbo-Tronic Wtrysk |
| Moc kW (KM):                   | 763 kW (1000 KM) przy 6300 1/min (przy doładowaniu - 0,85 bar) 887 kW (1200 KM) przy 6300 1/min (przy doładowaniu - (1,20 bar)                            |
| Max. moment obrotowy:          | 1100 Nm przy 3400 1/min (przy doładowaniu - (0.85 bar) 1320 Nm przy 3400 1/min (przy doładowaniu - (1.20 bar)                                             |
| Stopień sprężania:             | 8,5:1 |
| Przełożenia / skrzynia biegów: | CIMA 6-biegowa manualna, napęd napęd tylny |
| Układ hamulcowy:               | Aluminiowe, ABS Z przodu wentylowane, zaciski 6-tłoczkowe, z tyłu wentylowane 4-tłoczkowe firmy Brembo Średnica tarcz – (Przód: Ø 380 mm / Tył: Ø 345 mm) |
| Karoseria / Nadwozie:          | Aluminium, kompozyty |
| Rozstaw osi:                   | 2530 mm |
| Opony:                         | Felgi 3 częściowe - aluminiowe firmy Works (przód: Michelin Pilot - 255 x 40 R19 / tył: Michelin Pilot - 345 x 30 R19 )                                   |
| Miary D x S x W (mm):          | 4112 x 2008 x 1120 mm |
| Zbiornik paliwa:               | 100 l |
| Masa własna:                   | 1280 kg |
| Prędkość maksymalna (km/h):    | 401 km/h |
| Przyśpieszenie 0 – 100 km/h:   | 4,0 s (przy doładowaniu - 0,85 bar) 3,8 s (przy doładowaniu - (1,20 bar)                                                                                  |
| Przyśpieszenie 0 – 160 km/h:   | 4,9 s (przy doładowaniu - (1,20 bar) |
| Przyśpieszenie 0 – 200 km/h:   | 7,8 s (przy doładowaniu - (1,20 bar) |
| Przyśpieszenie 0 – 300 km/h:   | 16,8 s (przy doładowaniu - (1,20 bar) |
| Droga hamowania ze 100 km/h    | 37,5 metra |
| Zużycie paliwa na 100 km/h     | (miasto) 20-30,4 l/100km / (trasa) 6,8 l/120km - testowane (przy doładowaniu - (0,85 bar)                                                                 |